# Перелік ударів по житловій забудові під час російського вторгнення (червень 2022)
Удари по житловій забудові України під час російсько-української війни — воєнний злочин, скоєний російськими військовими під час повномасштабного військового вторгнення в Україну.
У переліку подано інформацію про удари по житловій та громадській забудові яка була опублікована у відкритих джерелах. Подано інформацію про атаки протягом червня 2022 року.

## Загальна інформація
Згідно моніторингової місії ООН з прав людини в Україні відомо про 435 загиблих цивільних українців протягом червня 2022 року.

### Руйнування населених пунктів прилеглих до лінії зіткнення
У населених пунктах які знаходяться біля лінії бойового зіткнення, постійно відбуваються обстріли житлової та іншої цивільної забудови (у тому числі медичних установ, навчальних закладів, комерційної забудови). Впродовж червня 2022 року, обстріли відбувалися вздовж прикордонних громад Чернігівщини, Сумщини, та Харківщини, а також громад Запорізької, Дніпропетровської, Херсонської та Миколаївської областей із використанням ракет, безпілотників, мінометів, артилерії, реактивних систем залпового вогню, вогнем бронетехніки та стрілецької зброї.
Вздовж державного кордону:
- У Чернігівській області — Корюківська, Новгород-Сіверська, Семенівська, Сновська громади.
- У Сумській області — Білопільська, Великописарівська, Глухівська, Краснопільська, Миропільська, Новослобідська, Путивльська, Хотінська, Юнаківська громади.
- У Харківській області — Вільхуватська, Вовчанська, Дворічанська, Дергачівська, Золочівська, Липецька громади

Між тимчасово окупованою територією:
- У Харківській області — Борівська, Дворічанська, Ізюмська, Кіндрашівська, Куп'янська, Курилівська, Оскільська, Петропавлівська громади
- У Луганській області — Красноріченська, Лисичанська громади
- У Донецькій області — Званівська, Сіверська громади
- У Запорізькій області —
- У Херсонській області —
- У Миколаївській області —

## Перелік
Червоним кольором позначені атаки у яких відомо про загибель людей.

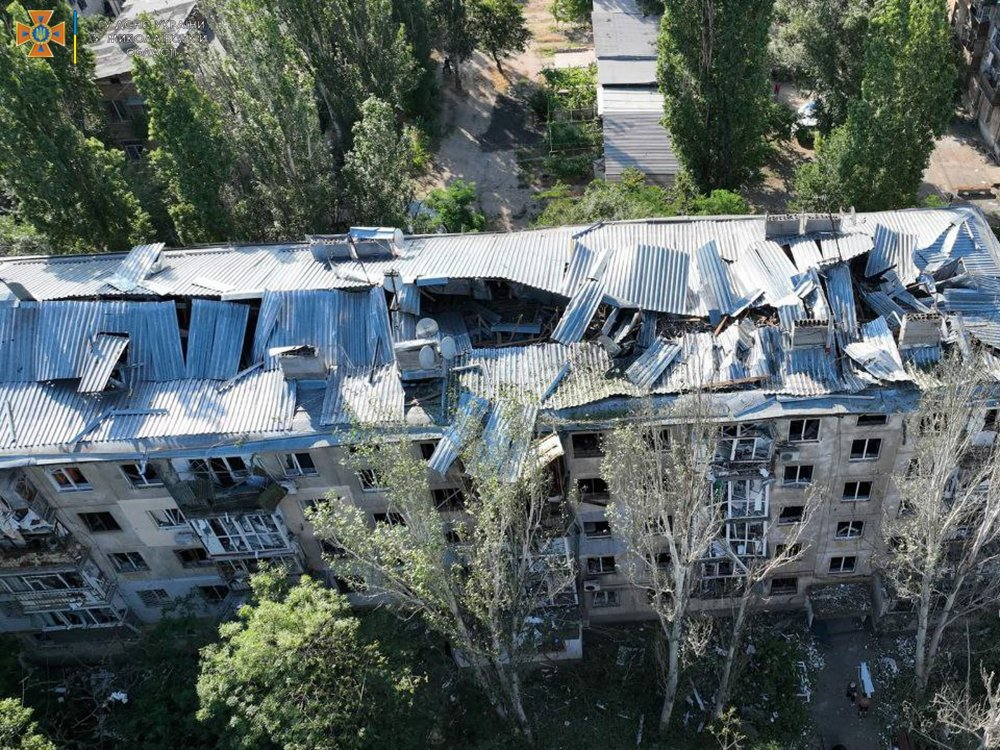
Наслідки атаки на Миколаїв 17 червня
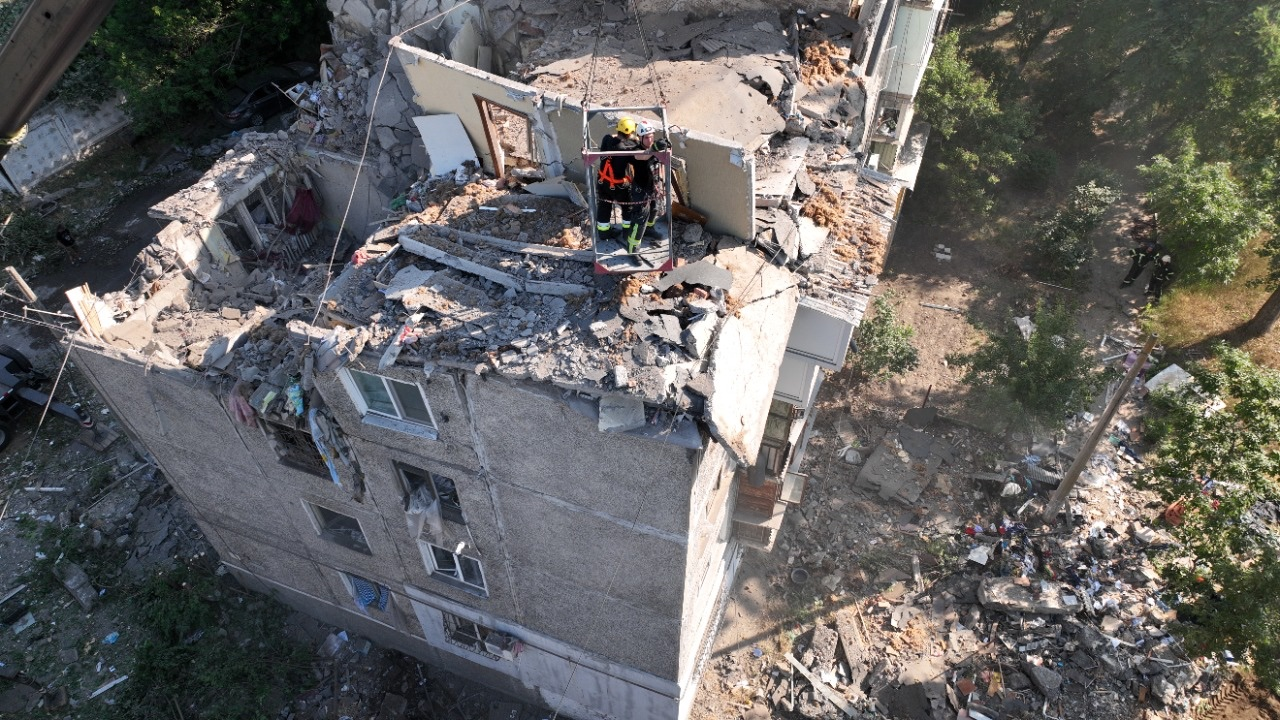
Будинок у Миколаєві, обстріляний 29 червня

| дата і місце | дата і місце                          | тип зброї        | подробиці атаки, жертви (загиблі/поранені)       | подробиці атаки, жертви (загиблі/поранені) |
| ------------ | ------------------------------------- | ---------------- | ------------------------------------------------ | ------------------------------------------ |
| 07/06        | Миколаївська обл., Баштанка           | ракетний удар    | цивільна інфраструктура                          | 2/2                                        |
| 07/06        | Донецька обл., Курахове               | ракетний удар    | цивільна інфраструктура                          | —                                          |
| 07/06        | Харків                                | Іскандер         | цивільна інфраструктура                          | —                                          |
| 08/06        | Харків                                | ракетний удар    | цивільна інфраструктура                          | —                                          |
| 08/06        | Донецьк                               | артобстріл       | влучання у житловий багатоповерховий будинок     | —                                          |
| 09/06        | Житомирська обл., Новоград-Волинський | ракетний удар    | житлові будинки                                  | —                                          |
| 11/06        | Тернопільська обл., Чортків           | Калібр           | житлові будинки                                  | 0/23                                       |
| 12/06        | Донецька обл., Миколаївка             | Х-22             | цивільна інфраструктура                          | —                                          |
| 14/06        | Донецька обл., Добропілля             | Х-22             | цивільна інфраструктура                          | 1/0                                        |
| 15/06        | Сумська обл., Глухів                  | ракетний удар    | цивільна інфраструктура                          | 4/6                                        |
| 16/06        | Суми                                  | ракетний удар    | цивільна інфраструктура                          | 4/6                                        |
| 16/06        | Сумська обл., Краснопілля             | ракетний удар    | цивільна інфраструктура                          | 4/6                                        |
| 16/06        | Миколаїв                              | касетний снаряд  | влучання у житловий квартал                      | —                                          |
| 17/06        | Миколаїв                              | ракетний удар    | цивільна інфраструктура                          | 2/20                                       |
| 18/06        | Донецька обл.                         | С-300            | пошкоджені чи зруйновані житлові та інші будинки | ?/?                                        |
| 18/06        | Донецька обл., Авдіївка               | РСЗВ, артобстріл | пошкоджені чи зруйновані житлові та інші будинки | ?/?                                        |
| 18/06        | Донецька обл., Вугледар               | РСЗВ, артобстріл | пошкоджені чи зруйновані житлові та інші будинки | ?/?                                        |
| 18/06        | Донецька обл., Красногорівка          | РСЗВ, артобстріл | пошкоджені чи зруйновані житлові та інші будинки | ?/?                                        |
| 18/06        | Дніпропетровська обл., Кривий Ріг     | ракетний удар    | цивільна інфраструктура                          | 0/2                                        |
| 19/06        | Донецька обл.                         | С-300            | цивільна інфраструктура                          | 2/12                                       |
| 19/06        | Донецька обл.                         | ракетний удар    | цивільна інфраструктура                          | —                                          |
| 21/06        | Миколаїв                              | ракетний удар    | цивільна інфраструктура                          | —                                          |
| 24/06        | Харків                                | Іскандер         | цивільна інфраструктура                          | —                                          |
| 25/06        | Рівненська обл., Сарни                | ракетний удар    | цивільна інфраструктура, СТО                     | —                                          |
| 26/06        | Київ                                  | Х-101            | житлові будинки                                  | —                                          |
| 27/06        | Полтавська обл., Кременчук            | Х-22             | торговий центр Амстор                            | 22/61                                      |
| 27/06        | Одеса                                 | Х-22             | цивільна інфраструктура, жертви: 0/8             | —                                          |
| 27/06        | Донецька обл.                         | С-300            | не встановлено                                   | —                                          |
| 28/06        | Миколаївська обл., Очаків             | ракетний удар    | житлові будинки                                  | —                                          |
| 29/06        | Миколаїв                              | Х-55             | гаражі, житлові будинки                          | 8/6                                        |
| 30/06        | Донецька обл.                         | Х-22             | промислові та цивільні споруди                   | —                                          |
| 30/06        | Донецька обл.                         | С-300            | промислові та цивільні споруди                   | —                                          |